# Chúa Con

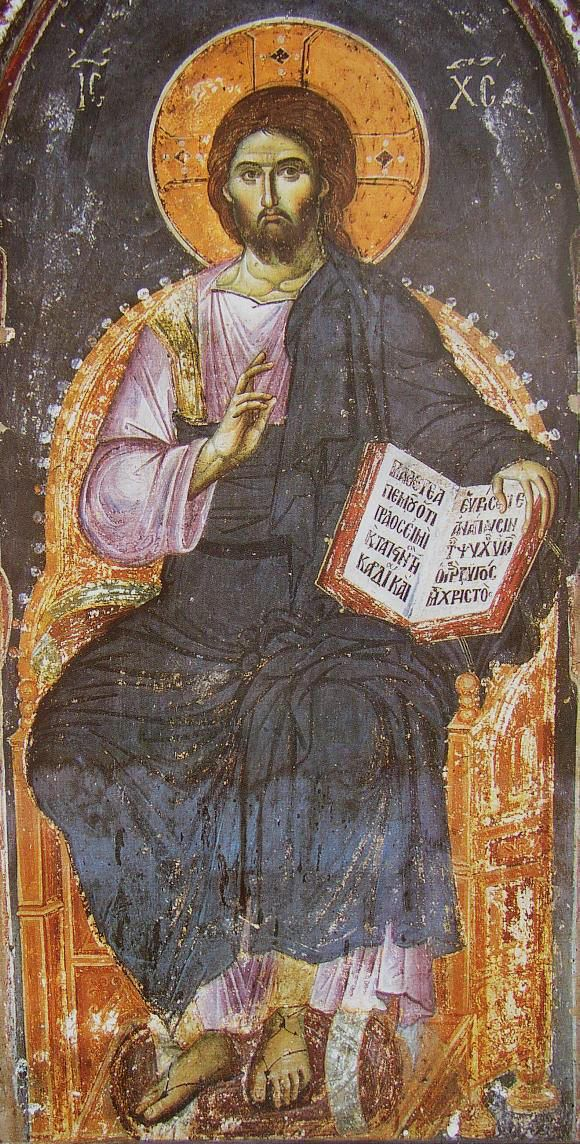
Biểu tượng của Chúa Con.

Chúa Con (chữ Anh: God the Son, chữ Hi Lạp: Θεὸς ὁ υἱός, chữ La-tinh: Deus Filius, chữ Hebrew: האל הבן), hoặc gọi Thánh Tử, là thân vị thứ hai của Ba Ngôi Đức Chúa Trời trong thần học Cơ Đốc giáo, nói cách khác "Chúa Giê-xu là Con độc sinh của Đức Chúa Trời". Trong truyền thống thần học Cơ Đốc giáo, đã xác định Đức Chúa Cha, Đức Chúa Con và Đức Chúa Thánh Linh đồng là Đức Chúa Trời Ba Ngôi. 

Tin lành Giăng chương 3 câu 16 chép rằng: "Vì Đức Chúa Trời yêu thương thế gian đến nỗi đã ban Con Một của Ngài, hầu cho hễ ai tin Con ấy không bị hư mất mà được sự sống đời đời." Trong Tin lành Lu-ca chương 20 câu 9-19, lấy câu chuyện ngụ ngôn về con trai yêu dấu của một chủ vườn nho để hình dung cuộc hội ngộ của Chúa Con trên thế gian. 
Theo giáo lí Cơ Đốc giáo, Chúa Con, dưới hình thức Chúa Jesus Christ, là Ngôi Lời trở nên xác thịt, Đấng Cứu chuộc tiền hữu, vì Ngài mà vạn vật được tạo ra. Mặc dù thuật ngữ chính xác "Chúa Con" không xuất hiện trong Thánh kinh, nhưng nó được sử dụng như một chỉ danh thần học để diễn đạt sự hiểu biết về Chúa Jesus là một thân vị trong Ba Ngôi Đức Chúa Trời, khác biệt nhưng đồng bản chất với Đức Chúa Cha và Đức Thánh Linh (thân vị thứ nhất và thứ ba của Thiên Chúa Ba Ngôi).
Tại Giáo hội nghị Chalcedon vào năm 451, Chúa Con được khẳng định là vừa có nhân tính vừa có thần tính, hai căn tính này không hề tách rời mà là một thực thể duy nhất. Ngoài ra, nhân tính của Chúa Con bắt nguồn từ trinh nữ Mary, vì nguyên do đó nên Mary được gọi là mẹ Thiên Chúa, nghĩa là mẹ trần gian của Chúa Jesus. Người ta tin rằng Chúa Jesus Christ, với tư cách là Chúa Con, đã đến thế gian trong thân xác.